# Prueba de Shapiro-Wilk
En estadística, la prueba de Shapiro-Wilk se usa para contrastar la normalidad de un conjunto de datos. Se plantea como hipótesis nula que una muestra {\displaystyle x_{1},\dots ,x_{n}} proviene de una población normalmente distribuida. Fue publicado en 1965 por Samuel Shapiro y Martin Wilk.
Se considera una de las pruebas más potentes para el contraste de normalidad.
El estadístico de la prueba es:
{\displaystyle W={\left(\sum \limits _{i=1}^{n}a_{i}x_{(i)}\right)^{2} \over \sum \limits _{i=1}^{n}(x_{i}-{\overline {x}})^{2}}}
donde
- {\displaystyle x_{(i)}} (con el subíndice {\displaystyle i} entre paréntesis) es el número que ocupa la {\displaystyle i}-ésima posición en la muestra (con la muestra ordenada de menor a mayor);
- {\displaystyle {\bar {x}}={\frac {x_{1}+\cdots +x_{n}}{n}}} es la media muestral;
- las variables {\displaystyle a_{i}} se calculan[2]

{\displaystyle (a_{1},\dots ,a_{n})={m^{\top }V^{-1} \over (m^{\top }V^{-1}V^{-1}m)^{1/2}}}
donde
{\displaystyle m=(m_{1},\dots ,m_{n})^{\top }\,}
siendo {\displaystyle m_{1},\dots ,m_{n}} los valores medios del estadístico ordenado, de variables aleatorias independientes e identicamente distribuidas, muestreadas de distribuciones normales y {\displaystyle V} denota la matriz de covarianzas de ese estadístico de orden.
La hipótesis nula se rechazará si {\displaystyle W} es demasiado pequeño.
El valor de {\displaystyle W} puede oscilar entre 0 y 1.
Interpretación:
Siendo la hipótesis nula que la población está distribuida normalmente, si el p-valor es menor a alfa (nivel de significancia) entonces la hipótesis nula es rechazada (se concluye que los datos no vienen de una distribución normal).
Si el p-valor es mayor a alfa, se concluye que no se puede rechazar dicha hipótesis.
La normalidad  se verifica confrontando dos estimadores alternativos de la varianza σ²:
- un estimador no paramétrico al numerador, y
- un estimador paramétrico (varianza muestral), al denominador.